# Bitva u Kresčaku
Bitva u Kresčaku se odehrála v sobotu 26. srpna 1346, v 9. roce stoleté války, nedaleko města Kresčak (francouzsky Crécy, latinsky Cresciacum) v severní Francii. Anglická armáda v čele s králem Eduardem III. zde drtivě porazila početně silnější vojsko francouzského krále Filipa VI. a jeho spojenců. Výrazný podíl na vítězství Angličanů si připsala pěchota, zejména pak lučištníci, kteří opakovaně odolali marným útokům neukázněné těžké francouzské jízdy, jejíž příslušníci svého protivníka fatálně podcenili. Angličané také byli nově vybaveni zbraněmi na střelný prach. V dlouhodobém horizontu pro francouzskou monarchii znamenala porážka u Kresčaku takřka národní katastrofu, neboť stála na začátku jejích dalších vojenských neúspěchů a faktorů, které ji přivedly do hluboké krize. V průběhu střetnutí byl mezi stovkami dalších šlechticů na francouzské straně zabit i slepý český král Jan Lucemburský, kterého při tažení doprovázel jeho syn, římskoněmecký král Karel.

## Předehra
Ve středu 12. července 1346 se vylodily ozbrojené síly anglického krále Eduarda III. na pobřeží poloostrova Cotentin poblíž Saint-Vaast-la-Hougue v normanském vévodství. Dle údajů letopisců prý toto vojsko čítalo 10–15 000 ozbrojenců, přičemž nejčastěji je uváděn údaj 4 000 těžkooděnců a 10 000 lučištníků a příslušníků dalších složek pěchoty. Vpád do země zastihl domácí jednotky ve stavu naprosté nepřipravenosti, neboť se všeobecně očekávalo, že Angličané svůj úder povedou z jihozápadu Francie. Král Filip VI., který dostal zprávu o vylodění pravděpodobně 16. července, vinou této okolnosti dlouho netušil, kterým směrem protivník vyrazí. Nicméně neprodleně rozeslal listy s výzvou o pomoc svým evropským spojencům, mezi něž patřili český král Jan Lucemburský a jeho syn, římskoněmecký král Karel, vévoda Lotrinský, hrabě Saumský, hrabě Flanderský, hrabě Guillaume z Namuru ad. Jako shromaždiště francouzských a spojeneckých oddílů byla určena města Paříž a Amiens.
Kronikář Jean Froissart ve svých Kronikách dokládá, že krátce poté, co se anglickému králi podařilo shromáždit všechny své muže, rozdělil vojsko na tři části a zahájil tažení směrem na jih. Svůj pochod posléze obrátil k hlavnímu městu Normandie Caen, které padlo při prvním útoku (viz Bitva o Caen) do jeho rukou 26. července. Pět dní bylo město pleněno, byla přitom zabita přibližně polovina obyvatel města. Postup Angličanů pokračoval od 30. července údolím Seiny směrem k Paříži a cestou vojsko důsledně plenilo francouzský venkov. Král Filip VI., jenž prozatím disponoval mnohem menší silou, mezitím v opatství Saint-Denis vyzvedl posvátný Oriflamme, francouzskou válečnou korouhev zasvěcenou sv. Divišovi, a přitáhl do Rouenu. Z tohoto místa ustupoval po opačném břehu řeky zpět k Paříži souběžně s protivníkem a cestou ničil mosty přes dolní tok Seiny, potažmo zesiloval jejich obranu, aby Angličanům znemožnil spojení s flanderskými (vlámskými) spojenci.

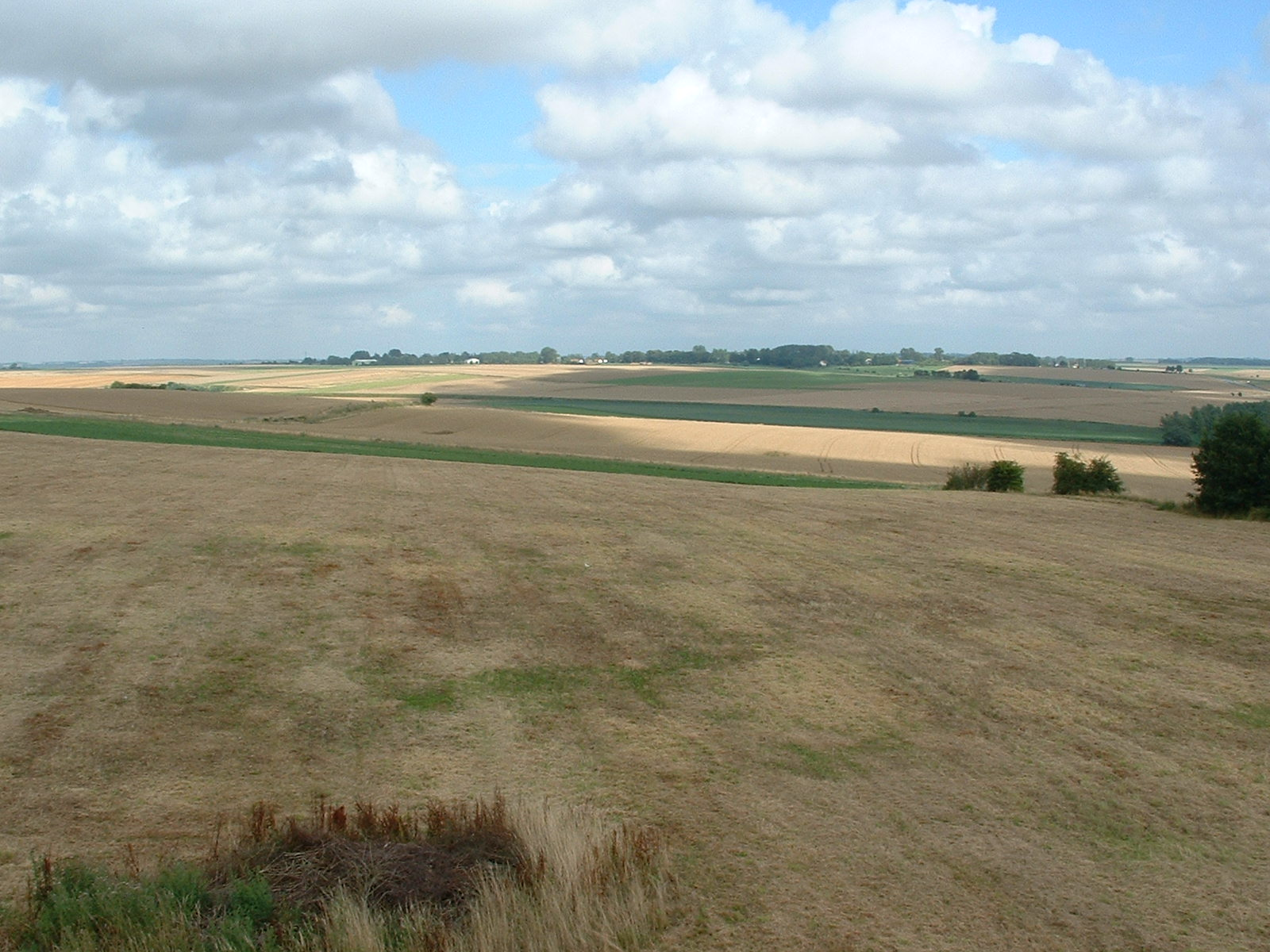
Dnešní podoba bojiště

Začátkem srpna dorazila k městu Harfleur, jež stojí v zálivu, do nějž ústí Seina, flotila janovských galér, které bezvýsledně číhaly na Angličany u La Rochelle. Jelikož na námořní intervenci bylo již pozdě, připojili se vojáci na palubách, především střelci z kuší a pavézníci, k vojsku Filipa VI. jako součást pěchoty. 10. srpna Angličané přitáhli téměř na dohled k francouzské metropoli, nicméně jejich postavení začalo být velmi svízelné, neboť jednotlivé části francouzské armády se k nim začaly stahovat ze tří stran. Navíc 13. července do tábora u Saint-Denis dorazil pomocný lucemburský kontingent čítající na 500 rytířů spolu s jejich osobními družinami. Filip VI. však výhodné situace nevyužil a namísto ozbrojené konfrontace se rozhodl dostát rytířským pravidlům a ve dvoudenním jednání se s Eduardem III. pokoušel vést rozhovory o místě, kde by měla být svedena rozhodující bitva. Jeho protivník však využil času, který se mu nabídl, a opravil most ve městě Poissy severozápadně od Paříže. 16. srpna pak vyrazil směrem k severu a o den později dorazil k Beauvais, odkud poslal svému sokovi výsměšnou odpověď, v níž uvedl, že tři dny marně čekal na francouzský útok, ale nyní táhne na pomoc svým flanderským přátelům. Francouzi, posílení čerstvými oddíly, včetně kontingentu sesazeného krále Mallorky, vyrazili na pochod paralelně s trasou pochodu protivníka, jakmile se potvrdil směr jeho postupu (17. srpna). 22. srpna v noci dorazili do Amiensu, král Eduard v té době stál u Airaines, odkud se několikrát neúspěšně pokusil překročit řeku Sommu. To se mu podařilo až o dva dny později díky informacím o brodu pod městem Abbeville, jenž byl schůdný jen při odlivu. Po přebrodění řeky zamířil anglický král do nitra Pikardie, kde se snažil nalézt místo pro svedení rozhodující bitvy. To nalezl u vesnice Kresčak, nicméně dodnes není zcela jasné, kudy vedla trasa jeho pochodu, neboť zdejší krajina byla značně zalesněná a bažinatá.

## Bojiště
Bitevní pole, kde se utkala vojska Anglie a Francie, se rozkládá asi 25 km východně od moře, severně od nehlubokého údolí říčky Maye, mezi vesnicemi Kresčak a Wadicourt. Stojí na okraji zvlněné pláně, jejíž okolí bylo ve své době značně kopcovité a lesnaté a pravděpodobně i obklopené sady. Nízký hřeben mezi oběma vesnicemi, kde zaujalo pozici anglické vojsko, byl asi dva kilometry dlouhý, přičemž přímo nad Kresčakem na jeho vrcholu prý stál větrný mlýn, odkud údajně řídil bitvu Eduard III. Ve 14. století se Kresčak rozkládal podél cesty vedoucí od moře k Arrasu a tvořil jej kostel obklopený hřbitovem a několik domů se zemědělským příslušenstvím. Za hřebenem stál les patřící ke Kresčackému dvorci, který z části kryl anglický týl a pravý bok. Od Wadicourtu k říčce Maye se rozprostírala asi dva kilometry dlouhá prohloubenina Vallée de Clercs (Údolí duchovních), jež byla v nejhlubším bodě asi 35 metrů pod úrovní okolní plošiny. Jelikož Eduard III. předpokládal, že Francouzi zaútočí právě z tohoto směru, je pravděpodobné, že zde angličtí vojáci vyhloubili řadu jamek o velikosti čtvereční stopy, jejichž úkolem bylo narušit útok protivníkova jezdectva. Navíc odpoledne před bitvou došlo k letní bouřce, díky čemuž se koně Francouzů útočící do svahu smekali a klouzali.

## Vojska

### Angličané

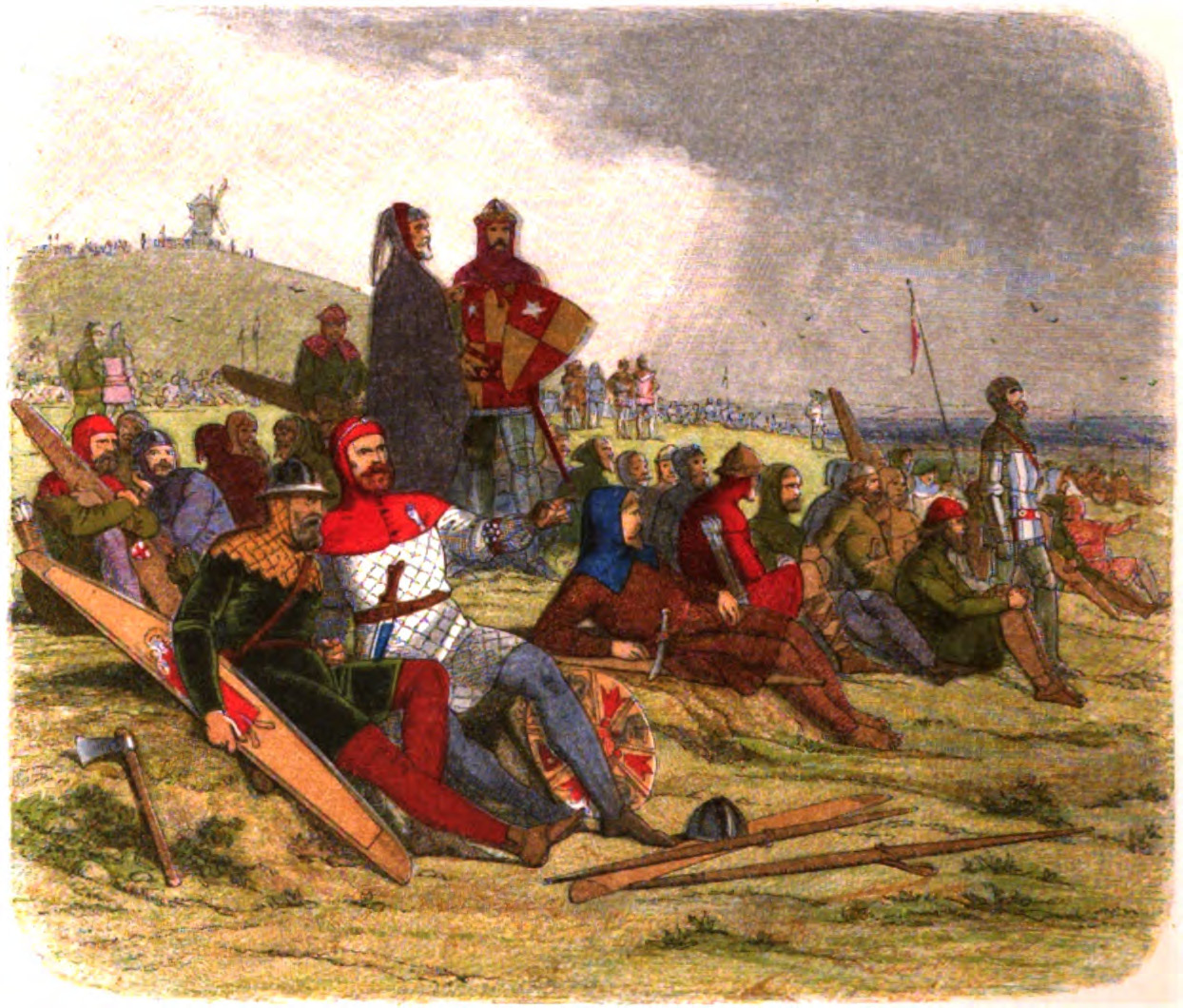
James William Edmund Doyle: Angličtí vojáci vyčkávající na příchod Francouzů

Jádro vojska anglického krále Eduarda tvořili především dobrovolníci, kteří za svou účast na tažení obdrželi řádný žold. Ty pak doplňovali odvedenci a odsouzenci za kriminální činy, kterým byl pod podmínkou vstupu do armády prominut jejich trest. V neposlední řadě se tažení účastnili i vojáci ze zaostalých keltských oblastí (Wales, Cornwall, Irsko), kontingenty z Angličany obsazeného Gaskoňska a spojenci z Bretaně a Flander. Dvě třetiny těchto shromážděných mužů tvořili lučištníci, kteří byli vyzbrojeni 1,5–2 metry dlouhými luky, vyrobenými převážně z tisu, ale také z jilmu nebo jasanu. Stříleli šípy, které měly dostřel až 270 metrů, byly opatřeny úzkými hroty, které dokázaly proniknout kroužkovou výstrojí a na krátkou vzdálenost i plátovou zbrojí. Zbraně se napínaly silným plynulým pohybem od těla a angličtí nebo velšští lučištníci byli schopni udržovat kadenci střelby 10 až 12 šípů za minutu.

Před bitvou Eduard III. své muže rozdělil do tří šiků (batailles). Dodnes se historická obec nedokáže shodnout na jejich složení, jelikož dvě dobové relace hovoří o různých číslech. Jean Froissart v Kronice stoleté války uvádí, že první linii tvořilo 800 rytířů, 2 000 lučištníků a 1 000 velšských kopiníků pod velením králova syna, šestnáctiletého Eduarda, prince z Walesu. Druhý oddíl v čele s hrabětem z Northamptonu a hrabětem z Arundelu měl čítat 800 rytířů a 1 200 lučištníků. Třetí odřad pod přímým královým velením, stojící na vyvýšené pozici v záloze, údajně čítal 700 rytířů a 2 000 lučištníků. Nicméně kronika Jeana Le Bela Vrayes Chroniques, z níž částečně čerpal i Froissart, dokládá, že první sled čítal 1 200 těžkooděnců, 3 000 lučištníků a 3 000 Walesanů, druhý sled tvořilo 1 200 rytířů a 3 000 lučištníků, ve třetím batailles pak stálo 1 600 rytířů a 3 000 lučištníků. Na svou dobu revolučním počinem byl králův rozkaz, že jezdci mají sesednout z koní a vyplnit mezery mezi pěšáky a lučištníky. Tento taktický prvek jednak posílil morálku pěchoty, zároveň však také zabránil jezdcům v případě nepříznivého vývoje střetnutí uprchnout z bojiště. Koně byli odvedeni do provizorní vozové hradby, která stála za pozicemi středu a pravého křídla. Kronikář Jean Froissart popisuje postavení Angličanů následovně: 
| „                | Angličané, jak už jsem řekl, byli rozděleni do tří vojů a seděli na zemi. Vidouce, že se nepřítel blíží, beze strachu vstali a seřadili se do hustých řad. První to učinili lidé na princově křídle; lučištníci byli rozestaveni mřížovitě, těžkooděnci stáli za nimi. Hrabě Northampton a Arundel, kteří veleli střednímu voji, postavili se poblíž princova křídla, aby mu v případě potřeby mohli přispět na pomoc. | “ |
| — Jean Froissart | |   |

### Francouzi

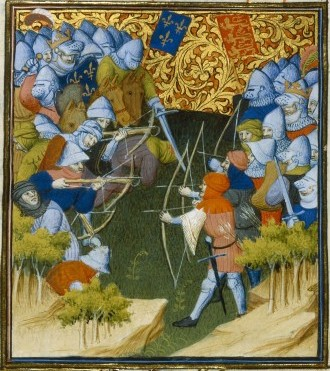
Bitva u Kresčaku od anonymního autora

Mimo spojenců a leníků, kteří byli přímými nebo nepřímými vazaly krále, tvořili vojsko Filipa VI. muži povolaní výzvou arriere–ban (druhá či dodatečná výzva). Té byli povinni uposlechnout všichni bojeschopní muži v oblastech postižených válkou. V podstatě se tato výzva podobala moderní mobilizaci, nicméně mnohdy znamenala spíše kvantitu nežli kvalitu, neboť hlavní masu neurozené části těchto sil tvořili často lidé nevycvičení a nezkušení. Všem mužům z francouzského vojska náležely pevně stanovené denní dávky, které ve 40. letech 14. století představovaly 20 sous pro korouhevní rytíře, 10 sous pro rytíře a 6–7 sous pro panoše. Vojsko jako takové však postrádalo pevnou strukturu velení. Vrchním velitelem byl král, jenž osobně velel, jedinými jeho pravidelnými důstojníky byli pouze konstábl a dva maršálkové s blíže neurčenými pravomocemi. Zdá se, že většina vojenských rozhodnutí se rodila na králem svolávaných poradách velitelů.
Historické prameny o síle francouzského vojska nehovoří. Jediným údajem, o který se lze opřít, je konstatování, že na jednoho anglického rytíře připadalo až osm nepřátel, nicméně je pravděpodobné, že tento odhad je poněkud zveličený. Historici odhadují, že Francouzi byli s největší pravděpodobností ve výhodě 2 : 1, maximálně pak 3 : 1. Stejně jako u protivníka tvořila hlavní složku francouzských vojů těžká jízda, reprezentovaná jednotlivými rytíři a jejich družinami (tzv. kopí nebo meče). Ty doplňovaly méně kvalitní pěší oddíly a italští pavézníci a střelci z kuší. Ačkoli tento šestitisícový sbor vedený kondotiéry Antoniem Doriou a Karlem Grimaldim byl znám pod označením Janované, pocházeli jeho příslušníci z mnoha různých míst, nezřídka i mimo Itálii. Bitvy u Kresčaku se oproti jiným případům neúčastnili jako žoldnéři, ale jako pomocný kontingent tradičního spojence Francie.
| „                           | Uspořádal král a přikázal svoje batailles tak, že dal první bataille panu Othonovi Doriovi, co byl kapitánem devadesáti mužů ve zbroji a šestkrát dvaceti arbaletiérů, všechno Janovanů a dobrých mužů. Druhou bataille tvořili ti z Rains a ostatních obcí v počtu tisíce sta. Třetí bataille mužů ve zbroji vedl král Český, Karel, jeho syn, hrabě d´Alençon, hrabě z Flander a hrabě z Blois. Čtvrtou bataille měl vévoda Lotrinský, hrabě Blansmont, hrabě de Saumes, hrabě de Sansoirre, vikomt de Thouars, velkopřevor Francie, a vikomt de Ventadour. Pátou bataille měl francouzský král, monseigneur Johan de Saynault a mnozí baroni, hrabata a vévodové… | “ |
| — Chronique de Valenciennes | |   |

## Bitva

### Zprávy současníků

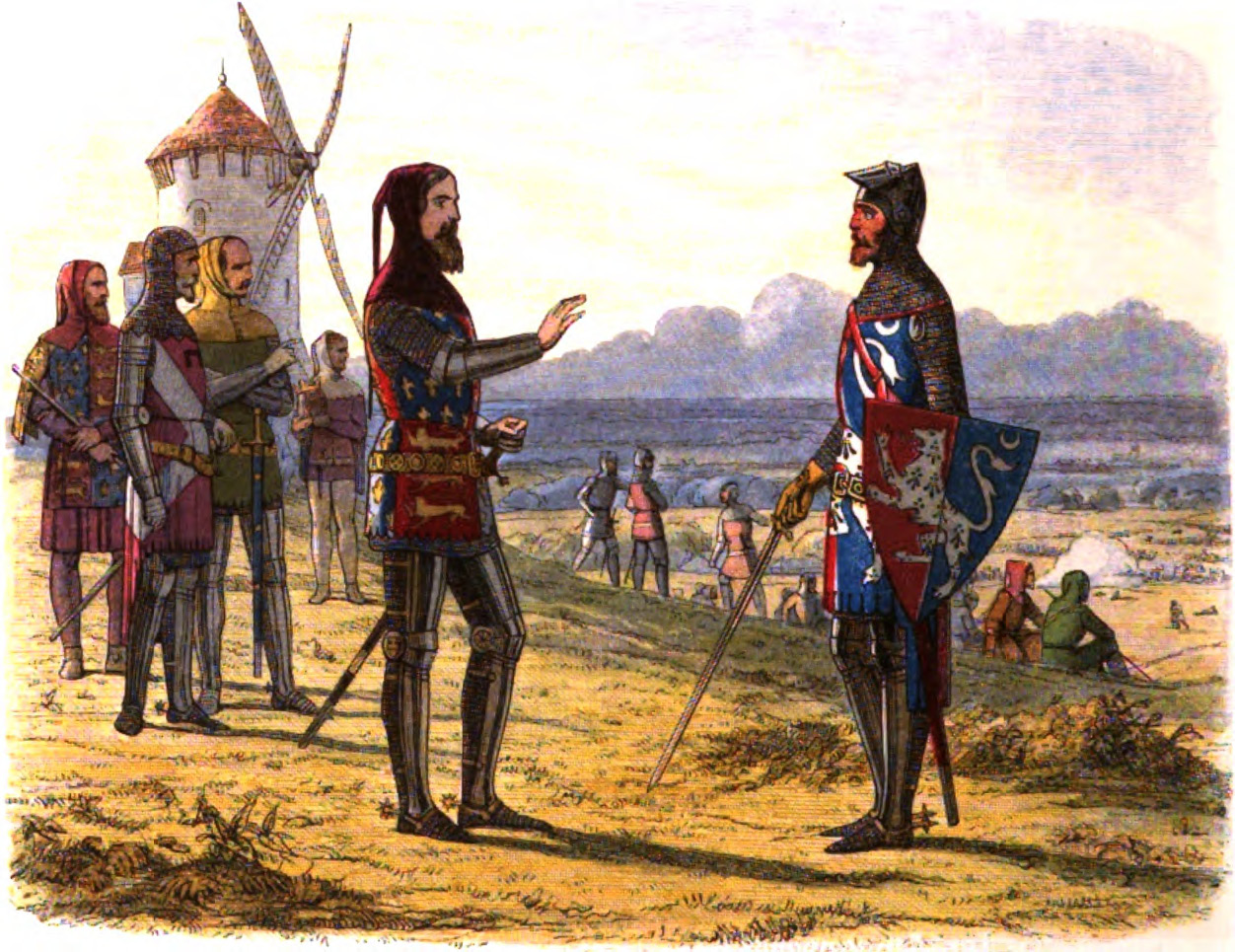
James William Edmund Doyle: sir Thomas Norwich žádá krále o pomoc pro prince z Walesu

O událostech z 26. srpna 1346 hovoří celá řada historických pramenů, nicméně nejzevrubnější popis pochází z Kronik Francie, Flander, Anglie, Skotska a Španělska francouzsky píšícího henegavského kronikáře Jeana Froissarta, jenž své informace získával především od přímých pamětníků událostí. Časově bližší relaci však poskytuje letopis Vrayes Chroniques (Pravdivé kroniky) z pera vlámského kronikáře Jeana Le Bela, který ve svém díle zachytil éru panování krále Eduarda III.
| „             | Tu velitelé sudličníků, kušečníků a Janovanů veleli svým lidem postoupiti před šiky urozeného panstva, aby zahájili střelbu na Angličany, a přiblížili se vskutku tak blízko, že mohli dostřelit; brzy však byli sudličníci a Janované rozbiti anglickými lukostřelci, a byli by stačili rozprchnout, čety urozeného panstva byly však žárlivé jedny na druhé, že jedny druhých nevyčkaly a v nepořádku a promíšeny, bez jakékoliv sestavy, hnaly se vpřed, takže nakonec uzavřely sudličníky i Janovany mezi sebe a Angličany: pěšáci nevěděli kudy kam. Nejslabší koně o ně padali, ostatní je poráželi, i klesali jeden na druhého na hromady jako vepři. A z druhé strany stříleli na rytíře angličtí lučištníci tak přesně, že se koně, cítíce ty ozubené šípy, jež dělaly divy, zpěčovali pokračovat v útoku, jiní se vrhali zpět jako zachváceni vzteklinou, ten se strašně vzpínal, ten se zase přes odpor svého pána obracel k nepřátelům zadkem, aby se vyhnul šípům, jimiž byl zasahován. A jiní zase si lehali, neboť nebylo jiné záchrany, a angličtí rytíři, kteří opustili sedla, přistupovali a bili do té změti lidí, kteří si nemohli poradit ani se sebou sami, ani se svými koňmi. | “ |
| — Jean Le Bel | |   |

| „                | Musíte si uvědomit, že francouzské šiky postupovaly v nepořádku, a že jakmile se jejich král dostal na dohled Angličanů, krev se v něm vzpěnila a volal na své marešaly: „Nařiďte Janovanům, ať se vrhnou vpřed, a ve jménu božím a svatého Diviše se pusťte do bitvy!“ V jeho vojsku bylo asi 15 000 Janovanů ozbrojených kušemi. Byli však nesmírně vyčerpaní, neboť toho dne urazili šest mil, přičemž pochodovali v plné výstroji a kuše vlekli s sebou. Řekli proto veliteli, že dnes nic pořádného v bitvě nesvedou. To zaslechl hrabě Alençon a zvolal: „To má člověk z toho, že najímá darebáky, kteří jsou k ničemu, právě když je potřebuješ!“ V tu dobu se spustil hustý déšť, hřmělo a slunce se děsivě zatmělo; než začalo pršet, nad šiky vojsk se vznesla velká hejna vran a hlasitě krákala. Nato se nebe vyjasnilo a slunce pálilo neobyčejně prudce. Francouzi je měli v obličejích, Angličané v zádech. Když se Janované trochu seřadili, postoupili proti Angličanům a spustili hlasitý pokřik, aby je zastrašili. Angličané však zůstali klidní a jako by to ani nevnímali. Tu spustili druhý pokřik a zase o něco postoupili vpřed. Pak zakřičeli po třetí, napjali kuše a vystřelili. Tehdy angličtí lučištníci nakročili a začali vypouštět své šípy s takovou silou a rychlostí, že to vypadalo, jako když padá sníh. Janované, pocítivše ostří šípu, jež jim pronikaly pod kovové pláty, přetínali šňůry svých kuší, jiní je odhazovali na zem – a všichni se ve zmatku obraceli na ústup. Francouzi měli pohotově silný šik těžkooděnců na koních, který měl Janovany podpořit, a král vida, jak couvají, zvolal: „Bijte ty lumpy nebo nám ještě zatarasí cestu!“ Angličané stříleli dál, a protože jejich šípy zasahovaly i jezdce, ti se vrhali na Janovany a z toho vznikl mezi nimi takový zmatek, že už se nikterak nemohli sebrat a znovu zaútočit. K vojsku Angličanů náleželi i velští pěšáci z Cornwallu, ozbrojení dlouhými noži. Ti teď proběhli řadami těžkooděnců a lučištníků, jež se před nimi rozestoupily, pustili se do Francouzů zápolících ve zmatku mezi sebou, vpadli na hrabata, barony, rytíře i panoše a mnoho jich zabili, čímž velmi pohněvali anglického krále. Přitom padl i chrabrý český král Jan Lucemburský… | “ |
| — Jean Froissart | |   |

Z českých písemných pramenů o bitvě informuje Kronika pražského kostela od Beneš Krabice z Weitmile (kterého o událostech pravděpodobně informovali zpravodajové z blízkého okolí Karla IV.), Kronika Františka Pražského a Stručné sepsání kroniky římské a české z pera Jana Neplacha.
| „                          | Sotva anglický král uslyšel o jejich příchodu, ustoupil se svým vojskem zpět a položil se na velmi pevných místech mezi vodami a lesy, takže mu nikdo nemohl nijak škodit. Ale král a jeho syn zvolenec, nespokojeni s tím, že jejich nepřátelé před nimi utíkají, pronásledovali je přes odpor a námitky francouzského krále až k oněm velmi bezpečným místům a seřadili tam své šiky, aby svedli s Angličany bitvu. Avšak francouzský maršálek a jeho lidé, vidouce že se Angličané chystají k odporu, obrátili se a hanebně se dali na útěk. Když bylo králi Janovi oznámeno, že Francouzi prchli a byl vyzván, aby spásným útěkem zachoval život svůj a svých lidí, popuzen odpověděl: „Toho nebude, aby český král utíkal z boje, ale zaveďte mě tam, kde zuří největší válečná vřava. Pán buď s námi, ničeho se nebojme, jenom pečlivě střezte mého syna!“ Byl tedy přiveden na bojiště, a hle, v předvečer svatého Rufa mučedníka, 26. dne srpna, král Jan zraněn mnoha střelami, podlehl smrti a s ním i mnoho šlechticů Království českého. | “ |
| — Beneš Krabice z Weitmile | |   |

### Pravděpodobný průběh

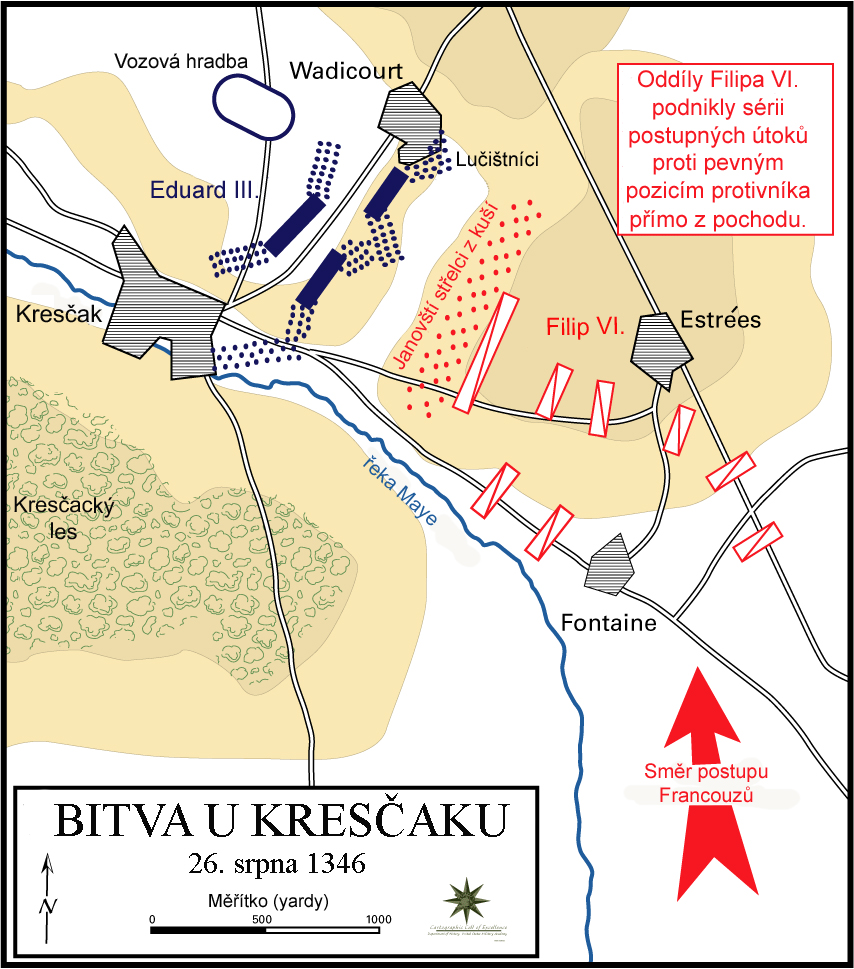
Schéma postavení vojsk před bitvou

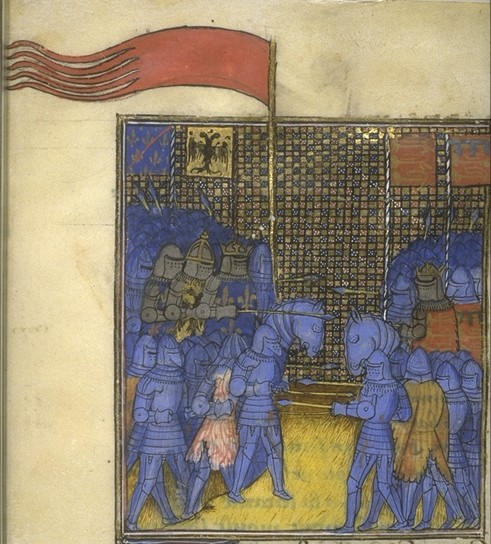
Bitva u Kresčaku na iluminaci
ze 14. století

Důkladným přípravám na bitvu se Angličané věnovali po celý pátek 25. srpna. Navečer pak král Eduard pozval nejvýznačnější šlechtice na slavnostní hostinu, po níž následovala modlitba u polního oltáře uvnitř králova stanu. Filip VI., jenž se rozhodl celý den a noc strávit v Abbeville, byl s pozicemi protivníka patrně obeznámen ještě téhož večera, neboť v průběhu dne vyslal na průzkum své dva marešaly Charlese z Montmorency a pana de Saint Venant. Na devatenáctikilometrový pochod, jenž jej dělil od Kresčaku, vyrazil druhého dne krátce po východu slunce. Cestou, patrně po poradě s Janem Lucemburským, vyslal na průzkum několik svých rytířů, kteří měli za úkol obhlédnout anglické postavení. Podle Jeana Froissarta těmito muži byli páni de Noyers, de Beaujeu, d'Aubigny a rytíř, jehož jméno je obvykle překládáno jako Mnich Basilejský. Zvědové po svém návratu upozornili krále, že Angličané drží silně hájené pozice a navrhli mu, aby nejprve uspořádal své rozptýlené a dezorganizované jednotky, a zaútočil až druhého dne. Jean Froissart a Jean Le Bel se shodují, že král dal svým rytířům za pravdu a nechal vyvolat, aby se každý vrátil ke své korouhvi.
| „                | I vyrazili dva merešalové jeden k předním a druhý k zadním šikům, volajíce: „Zastavte ve jménu Boha a svatého Diviše, stát!“ Ti, co byli v předu, se zastavili, leč ti, kteří byli vzadu si řekli, že se nezastaví, dokud se nedostanou tam, kde stojí čelo. Když přední voje viděly, jak se na ně zezadu hrnou a tlačí, sunuly se kupředu, ježto je král ani marešalové nebyli s to zadržet, postupovaly v nepořádku pořád dál, až se dostaly na dohled nepříteli. Sotva přední řady spatřily Angličany, rázem se ve velikém zmatku vrhly zpět, což zase poplašilo zadní voje, protože se domnívaly, že se vpředu už bojuje. Všechny cesty mezi Abbeville a Kresčakem byly zaplaveny prostými vojáky, kteří ač vzdáleni tři míle od nepřítele, tasili meč a křičeli: „Bijte je! Bijte je!“ Kolem nich projížděli mnozí páni, kteří se mermomocí chtěli blýsknout svou odvahou. | “ |
| — Jean Froissart | |   |

Mezi francouzskými jednotkami kvůli absolutní nekázni zavládl chaos, který se Filipovi VI. již nepodařil zvládnout. Navíc se zdá, že v nastalé situaci podlehl všeobecné náladě, krev se v něm vzpěnila, a kolem páté hodiny, krátce před nešporami, dal povel k iracionálnímu a sebevražednému útoku.
Na anglické straně veškeré nedělní přípravy na bitvu probíhaly v poklidu. Po ranní bohoslužbě Eduard III. nejprve promluvil s prostými vojáky, posléze nechal celé vojsko sešikovat do bitevních formací. Kolem desáté hodiny pak pronesl krátký projev, v němž vyzval své poddané, aby zmužile hájili čest a práva anglické koruny, nato se odebral na výšiny poblíž kresčackého mlýna, kde si zřídil své velitelské stanoviště. Když bylo zřejmé, že protivník dorazí až v odpoledních hodinách, povolil vojákům usednout na zem a odložit vedle sebe helmu a zbraň, nicméně komukoliv bylo zakázáno opustit své místo v šiku.

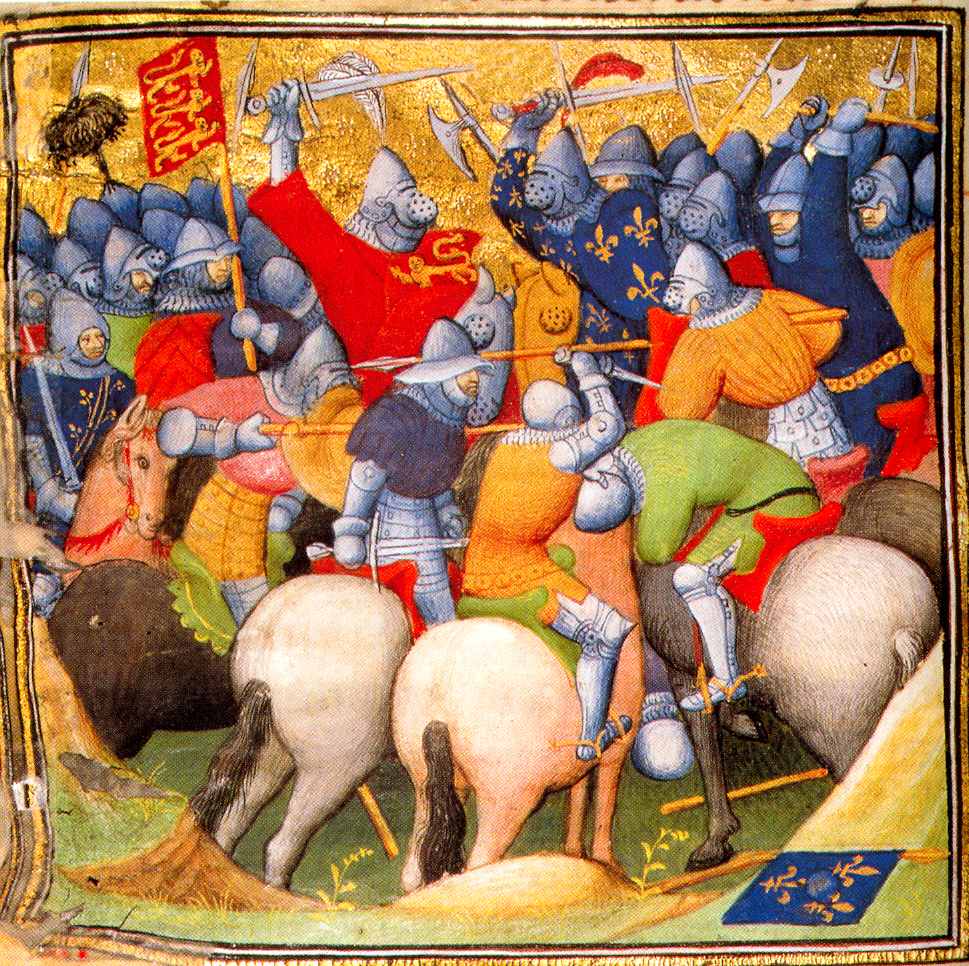
Výjev z bitvy u Kresčaku podle rukopisu Comminesových Memoárů z konce 15. století

První jednotkou, kterou se Filip VI. rozhodl proti disciplinovaným Angličanům nasadit, byli janovští střelci z kuší. Zajišťovat je měla čelní linie těžké jízdy a je pravděpodobné, že jejich řady byly doplněny i pěšími sudličníky. Italové byli vyčerpaní pochodem a neměli k dispozici pavézy, za nimiž obvykle nabíjeli své zbraně, přesto se seřadili a vyrazili do útoku. Někteří z kronikářů informují, že právě v tuto chvíli se spustila prudká letní bouřka. Jakmile se vyjasnilo, Janované za zvuků trubek a bubnů postupně třikrát vykročili vpřed a pokaždé sborem vykřikli, aby protivníkovi nahnali strach nebo jej přinutili vyrazit. Po třetím pokřiku, zhruba 150 metrů od anglických pozic, napjali své kuše a vystřelili. Na rozdíl od lučištníků, kteří za deště prý tětivy ze svých zbraní sundali a schovali pod přilbice, nasákly tětivy kušičníků vodou a ztratily svou pevnost, čímž se zmenšila jejich účinnost. V neprospěch Janovanů navíc hrála i nutnost střílet do kopce a ostré slunce svítící jim do očí. Po první salvě z francouzské strany se do boje zapojili angličtí lučištníci, které snad podpořila i artilerie, a jejich odpověď byla zničující. Zaskočení Janované po několika salvách začali v panice opouštět své pozice, aby se dostali z dosahu šípů. Když Filip VI. viděl, jak se vyvíjí první fáze útoku, údajně dal povel těžkooděncům, aby začali prchající pěchotu pobíjet. Zdá se, že jezdectvo se chopilo tohoto úkolu se značným zápalem a od masakrování spojenců je neodradila ani vytrvalá palba lučištníků z protilehlého návrší. Jakmile bylo krvavé dílo završeno, rozjeli se nedisciplinovaní jezdci, kterým pravděpodobně velel králův bratr hrabě z Alençonu, do svahu proti Angličanům. Nepřetržitý příval šípů však začal jejich řady okamžitě decimovat a málokterý z Francouzů byl schopen se dostat do přímé konfrontace s protivníkovými vojáky. Ty, kterým se to podařilo, okamžitě zneškodnili angličtí rytíři nebo waleští a irští pěšáci, vyzbrojení dlouhými noži. Na bitevní pole začaly postupně dorážet nové a nové kontingenty, které se zapojovaly do boje rovnou z pochodu. Středověké texty hovoří o tom, že proti Angličanům bylo uskutečněno patnáct či šestnáct podobně chaotických nájezdů, nicméně všechny byly zakončeny prakticky stejným způsobem.
Pokud jde o přesnější popis bitvy, historicky je doloženo několik epizod z jejího průběhu, avšak zevrubněji nelze s jistotou hovořit o korektní časové posloupnosti. Navzdory tomu některé z dobových relací přivedly část historiků (Kovařík, Nicolle) k domněnce, že o určité chronologii uvažovat lze. Podle této teorie první nápor hraběte z Alençonu, směřující proti korouhvi prince z Walesu, dosáhl úspěchu a jeho těžkooděnci po vysokých ztrátách projeli či prorazili anglickými lučištníky. Protivníkovy řady se však za nimi opět uzavřely a králův bratr uvázl v těžkém boji. Toto zápolení zřejmě velmi závažně narušilo anglickou obranu, neboť princovy potíže vyburcovaly k aktivitě velitele druhé bataille hrabata z Northamptonu a Arundelu, kteří vpadli tvrdě bojujícím Alençonovým jednotkám do boku. Není vyloučeno, že právě v tuto chvíli do boje zasáhly i oddíly Jana Lucemburského. Slepý český král, kterého o dění na bitevním poli informoval jeho doprovod, si patrně ihned uvědomil, do jakých potíží se hrabě z Alençonu dostal a rozhodl se mu přijít na pomoc. Před zahájením nájezdu se dotázal na svého syna a posléze poručil dvěma svým rytířům, aby přivázali uzdy svých koní k jeho koni a vedli jej tak daleko do bitevní vřavy, aby měl nepřátele na dosah meče. I útok českého krále byl prý zpočátku úspěšný, dokonce natolik, že princ Eduard dvakrát klesl na kolena a z této pozice jej vysvobodil teprve jeho korouhevník Richard Fitz Simonn. Obě anglické bataille pod náporem oddílů Jana Lucemburského zakolísaly a jeden z rytířů z princovy družiny byl vyslán ke králi Eduardovi, aby jej požádal o pomoc.
| „                | „Pane, na hraběte Warwicka a pány Stafforda, Reginalda Cobhama a další, kteří jsou při vašem synovi, útočí velkou mocí Francouzi; žádají vás proto, abyste jim se svým vojem přešel na pomoc. Kdyby se totiž zvětšilo množství nepřátel, mohli by mít příliš pernou práci.“ Král se ho zeptal: „Je můj syn mrtev, shozen z koně nebo tak těžce raněn, že se o sebe nemůže postarat?“ „To ne, chraň Bůh,“ děl rytíř, „je však v takovém ohni a v takové vřavě, že je tomu třeba vaší pomoci.“ Král řekl: „Vrať se rytíři, k těm, kdo tě poslali, a pověz, co jim vzkazuji: ať ke mně dnes již nikdo nechodí a ať také nečekají, že já přijdu k nim. Pokud není můj syn naživu, nepřijdu ani za nic. A dále jim pověz, že přikazuji, ať chlapce nechají řádně si dobýt ostruhy, neboť jsem přesvědčen, že všechna sláva dnešního dne bohdá připadne jemu a těm, kterým jsem ho svěřil na starost.“ | “ |
| — Jean Froissart | |   |

Anglický král měl z vyššího postavení patrně dobrý přehled o dění na bojišti a vyhodnotil, že útok nemá dostatečnou razanci a pozvolna se rozpadá. Jeho odhad byl správný, neboť protivník byl pomalu vytlačován z dobytých pozic a výkvět francouzské a říšské šlechty, včetně Jana Lucemburského a hraběte z Alençonu, umíral na rozbahněné zemi. Navzdory svým slovům však v tichosti vyslal k princi z Walesu posilu dvacet rytířů vedených biskupem z Durhamu. Další francouzské nájezdy již ztratily svou pravidelnost i údernost a s příchodem soumraku dal anglický král svým jednotkám povel postoupit vpřed. Jeho rytíři nasedli na své koně a vyrazili do protiútoku. Většina armády Filipa VI. se dala na útěk, na místě zůstal jen král samotný s družinou, kterou tvořilo 50 až 70 kopiníků, někteří jezdci a orleánská domobrana. V průběhu bitvy, které se patrně i osobně účastnil, byl pod Filipem VI. zastřelen kůň a zdá se, že on sám byl zasažen šípem do čelisti. Bojiště opustil teprve na naléhání Jana Henegavského, jenž uchopil uzdu jeho koně a odvedl jej z dosahu Angličanů. S přicházející tmou prý Eduard III. nechal zapálit větrný mlýn, aby osvětlil bojiště a vpřed postoupila i anglická pěchota, aby dobila raněné. K pronásledování francouzského panovníka anglický král nedal své svolení, snad si byl vědom skutečnosti, že po silnici z Abbeville postupují další protivníkovy kontingenty.

## Důsledky a bilance

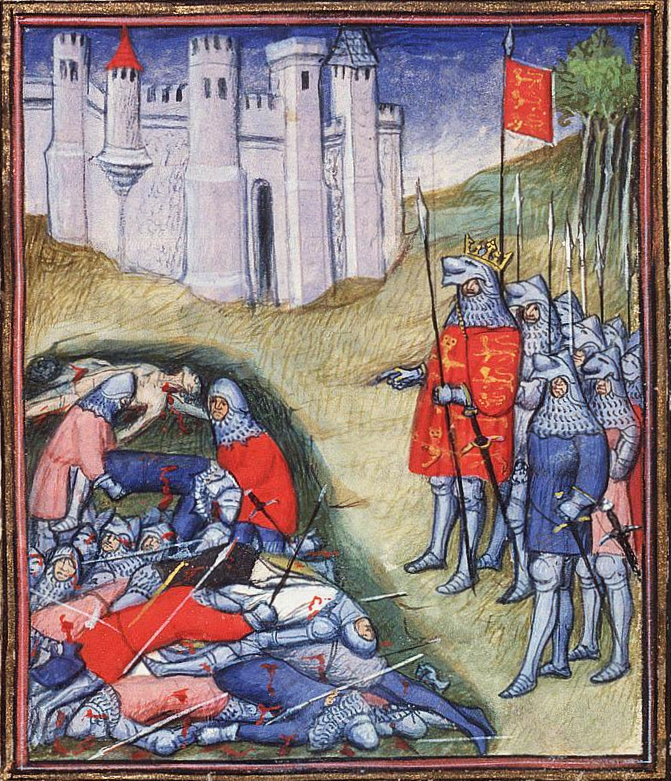
Jean Froissart: Eudard III. nechává počítat mrtvé na bojišti

Po uplynulé noci anglický král nařídil siru Reginaldu Cobhamovi a panu Staffordovi, aby spolu se dvěma heroldy a dvěma písaři prošli bojiště a zjistili počet a jména mrtvých. Nejurozenější z nich byli posléze slavnostně pohřbeni nebo jinak zaopatřeni, jiní byli spáleni. V dalších dnech pak Eduard III. vedl svou armádu podél pobřeží směrem k severu a cestou zpustošil území v šířce zhruba 30 kilometrů. Začátkem září se rozhodl dobýt Calais, město se mu však postavilo na odhodlaný odpor a jeho obléhání se protáhlo na celých jedenáct měsíců. O Angličany zraněné v bitvě u Kresčaku pečovali mniši z Kresčackého dvorce, těla těch, co zemřeli v jejich péči, byla spálena v ohradě v cípu kamenitého pole, které od té doby nebylo zoráno.
Filip VI. s malou skupinou nejvěrnějších bojovníků večer po bitvě dorazil do hradu La Broye, jehož posádku musel přesvědčit o své identitě. Zde přenocoval a druhého dne odcestoval do Doullens a následně do Amiensu, kde se setkal s římským králem Karlem, Janem Henegavským, hrabětem z Namuru a novým flanderským hrabětem Ludvíkem. Zpočátku se snažil znova shromáždit své vojsko, když však zjistil rozsah porážky, odevzdaně se vrátil do Paříže a na další akce proti Angličanům rezignoval. Současně rozkázal popravit všechny Janovany, které považoval za zrádce. Dříve než opadl jeho hněv, mnoho vojáků skutečně přišlo o život, zbytku byl povolen odchod zpět do Itálie. Osud dalších francouzských vojáků po bitvě byl stejně nejistý. Mnozí z nich ještě následujícího mlhavého rána bloudili v okolí silnice do Abbevile a vyvolávali hesla, kterými se snažili nalézt své přátele a velitele. Angličané řadu z nich objevili a zabili, neboť ještě stále nebrali zajatce.
Ve vyčíslení ztrát se středověcí kronikáři tradičně rozcházejí. Z nejstarších pramenů Jean Froissart informuje, že Reginald Cobham a Richard Stafford napočítali jedenáct francouzských knížat, 80 korouhevních rytířů, 1 200 rytířů jednoštítných a kolem 30 000 ostatního lidu. Dále prý bylo nalezeno 80 korouhví, mezi nimiž byl údajně i červenozlatý, čtvercový Oriflamme. Podle Chronique de Berne na bojišti zůstalo z celkového množství 3 800 mrtvých 1 200 rytířů. Oproti tomuto střízlivému odhadu Jean Le Bel vypočítává, že ve službách Filipa VI. zemřelo devět knížat, 1 200 rytířů a mezi 15–16 000 panošů a dalších ozbrojenců. Geoffrey la Baker zmiňuje, že na obou stranách padlo na 4 000 šlechticů a rytířů celkem. K nejvýznamnějším padlým na francouzské straně patřili český král Jan Lucemburský, bratr Filipa VI. Karel z Alençonu, lotrinský vévoda Rudolf, flanderský hrabě Ludvík z Nevers, Ludvík z Blois, hrabata Jan z Auxerre, Simon ze Salmu, Ludvík ze Sancerre, Jan z Harcourtu, Jan z Granpré, hrabě ze Saint-Pol a další. Pokud jde o ztráty na straně Angličanů, Jean Le Bel hovoří o 300 rytířích, k nimž je nutno přičíst neznámý počet lučištníků a kopiníků.

## Česká účast

Viktor Barvitius:Poslední jízda Jana Lucemburského

Výzva francouzského krále Filipa VI. zastihla českého krále Jana Lucemburského v Trevíru, kde se spolu se svým synem Karlem a svým strýcem arcibiskupem Balduinem radil o dalším postupu proti Ludvíku Bavorovi, jenž byl Karlovým protikandidátem na římskoněmecký trůn. Díky jeho pověsti pro něj patrně nebylo větším problémem narychlo shromáždit početnou družinu, která podle dobových záznamů čítala na 500 těžkooděnců s doprovodem. Kontingent byl rozdělen na dvě části, neboť i římský král Karel byl ze své funkce povinován velet samostatnému oddílu. Do tábora u Saint-Denis dorazilo pomocné vojsko Lucemburků asi 13. srpna, nicméně se zdá, že Karel přivedl své muže s několikadenním zpožděním, neboť jej vázaly povinnosti v Německých zemích. Ačkoli je často předkládán názor, že královskou družinu tvořili většinou Češi, zdá se, že drtivou převahu zde měli bojovníci shromáždění v Porýní a Lucembursku. Mezi známé příslušníky české šlechty, kteří se tažení účastnili, aby zde získali válečnické zkušenosti a rytířské ostruhy, s jistotou patřili Jindřich z Rožmberka, Jindřich Bítovský z Lichtenburka a Jindřich z Klingenberka. Mnohem pozdější zpráva, kterou soudobé relace nepotvrzují, dále jmenuje Dalibora z Kozojed, Ješka z Rožďálovic, Licka z Riseburka, Valkouna z Pořešína, Bolka z Vlašimi a Kunarta z Pavlovic.
Po dobu kresčackého tažení se české, respektive římsko-německé oddíly obou Lucemburků účastnily několika ozbrojených srážek, v bitvě samotné však zůstává jejich role značně nejasná. První otazník se vznáší nad útokem krále Jana. Jean Le Bel naznačuje, že slepý český panovník šel do bitvy po boku Janovanů, neboť chtěl být jedním z prvních v bitvě. I Jean Froissart zařadil zteč Jana Lucemburského mezi první události bitvy, nicméně nejčastěji se traduje, že do boje vyrazil teprve ve chvíli, kdy bylo o výsledku střetnutí rozhodnuto a francouzské jednotky prchaly z bojiště. K tomuto závěru některé historiky (Urban, Ivanov) vedou nejen české písemné prameny, ale i záznam jedné verze událostí z pera Jeana Froissarta, podle níž se český král zeptal svých rytířů kolik je hodin a jak si stojí bitva. „Sire, už je po nešporách, a budeme-li mít slunce v očích, když jsou naši tak špatně uspořádáni, neb útočí na lučištníky a zbytečně se nechávají pobíjet, ničeho se už nedá dělat,“ odpověděl Mnich Basilejský. Pokud se věta zakládá na reálném základě, je zřejmé, že král by podobnou otázku nepoložil na začátku bitvy. Zdá se, že útoku se účastnili jen dobrovolníci, kterých bylo podle dochovaných zpráv kolem padesátky nebo stovky. Někteří z historiků se domnívají, že ze strany handicapovaného krále šlo o sebevražednou jízdu, neboť život slepce pro něj ztratil smysl a hledal smrt hodnou jeho rytířské pověsti. Nicméně s přihlédnutím k teorii, že svou ztečí chtěl podpořit jednotky hraběte z Alençonu, nelze opomenout možnost, že útočil ve chvíli, kdy měl určitou naději na úspěch.

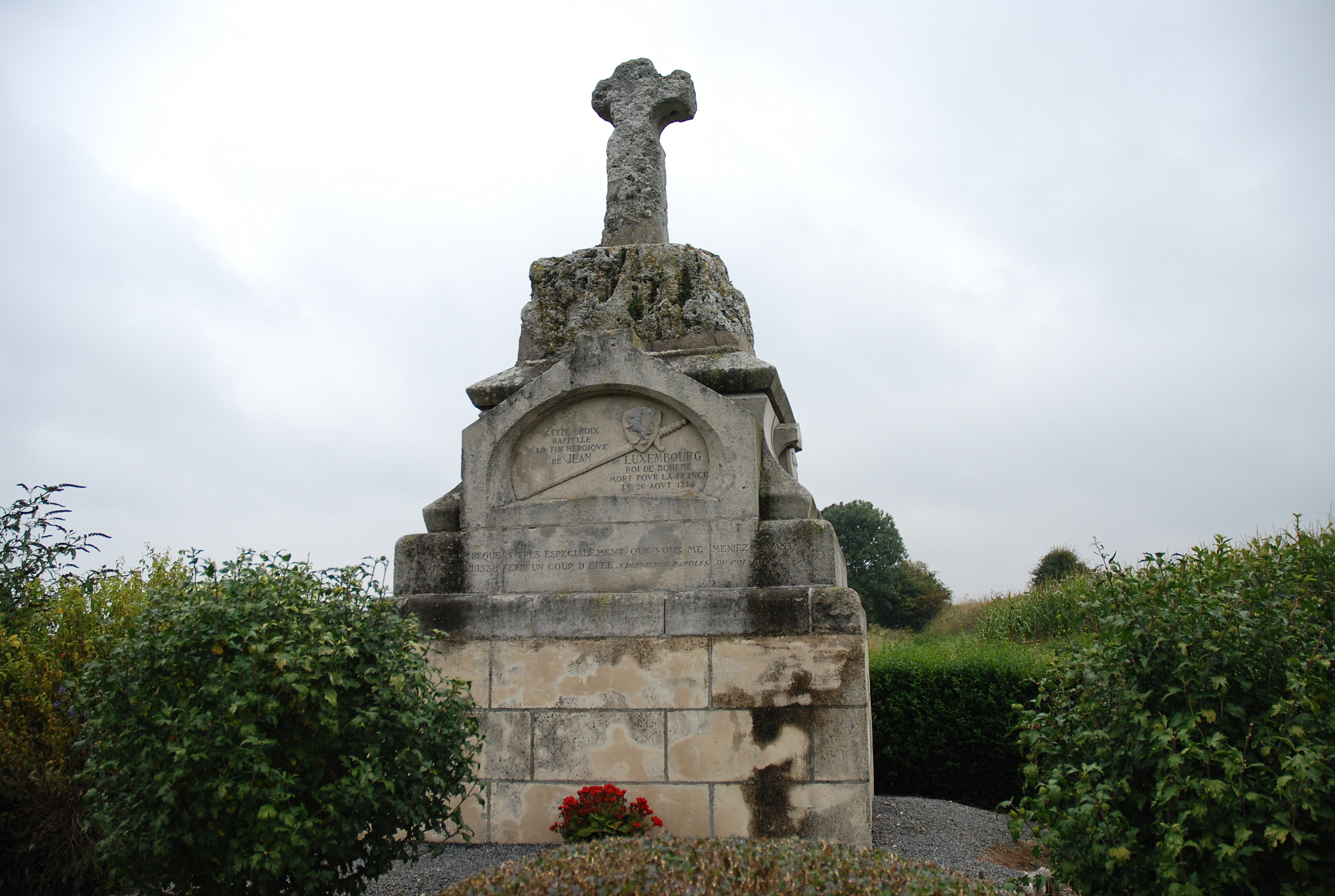
Český kříž u Crécy-en-Ponthieu (současný stav), jenž označuje údajné místo, kde zemřel český král Jan Lucemburský

Pokud jde o příčinu smrti, podle morfologického ohledání kosterních pozůstatků, které prováděl přední česky antropolog Emanuel Vlček, podlehl Jan Lucemburský s největší pravděpodobností jednomu ze dvou zjistitelných poranění. Podle publikované zprávy je nejzávažnějším traumatem bodná rána vedená do levého oka, která pronikla očnicovou štěrbinou až do nitra lebky. Poškození malých a velkých křídel kosti klínové dosvědčuje, že úder byl veden nástrojem trojbokého tvaru. K dalšímu smrtelnému poranění došlo na levé lopatce, kde byl zjištěn kruhovitý otvor o průměru asi 10 mm, který vznikl průnikem hrotnatého tělesa do hrudníku. Zkosení okrajů rány informuje, že šlo o bodnou ránu zad, která pronikla lopatkou do levé poloviny hrudníku. Tato nebo další zranění pro život důležitých orgánů český král s jistotou utrpěl v bitvě u Kresčaku a přivodily jeho smrt okamžitě, nebo po krátké době. Další poškození kostí, které byly způsobeny až po panovníkově smrti, nasvědčují, že byl v průběhu či po ukončení bitvy anglickými marodéry oloupen o výzbroj a případně i výstroj. K indiciím o této skutečnosti patři zejména tři sečné rány na pravém zápěstí, které měly oddělit ruku od paže, nejspíš s tím záměrem, aby byl uvolněn stisk dlaně třímající drahocennou zbraň a ze ztuhlých prstů bylo možno sejmout prsteny. Všechny tyto důkazy svědčí pro verzi vyprávění Jeana Froissarta, jenž informuje, že král zemřel přímo na bojišti a ne ve stanu krále Eduarda, jak bylo interpretováno Františkem Palackým.
Poté, co byla identifikovaná mrtvola krále Jana, vzdali mu Eduard III. a jeho syn úctu, a na jeho počest bylo slouženo exequie v blízkém opatství Vallores, kde také byly uloženy jeho ostatky. Nabalzamované tělo bylo později předáno římskoněmeckému králi Karlovi, jenž jej odvezl do Lucemburska, kde si jeho otec přál být pohřben. Převoz těla mrtvého monarchy stál 957 zlatých, zařízení pohřbu 677 zlatých. Jelikož Karel nedisponoval potřebnou hotovostí, vypůjčil si peníze u příznivě nakloněného arlonského probošta Arnolda.

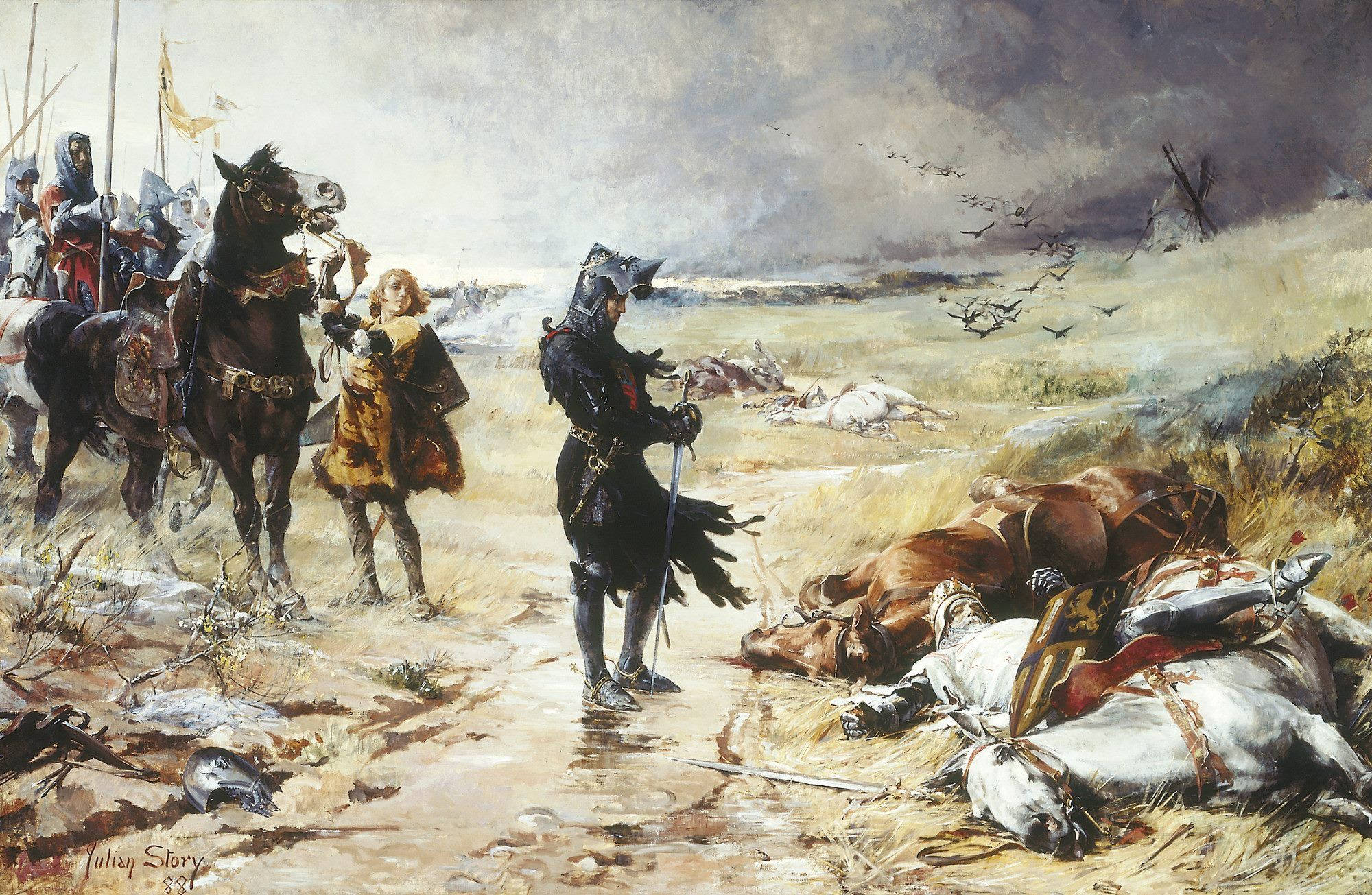
Julian Russel Story: Eduard, princ z Walesu stojící u těla Jana Lucemburského

Informace o účasti samotného Karla Českého jsou také poměrně nejasného charakteru. Vše naznačuje tomu, že do bitvy se zapojil ještě před Janem Lucemburským, avšak nelze jednoznačně dokázat, ve kterém bataille přesně se jeho družina nacházela. Není vyloučeno, že bojoval po boku hraběte z Alençonu, nicméně mohl se nacházet i poblíž svého otce, jak popisuje Kronika českého kostela z pera Beneše Krabice z Weitmile. Tento literát současně dokládá, za jakých okolností budoucí císař opustil bojiště: 
| „                          | Když pak ostatní šlechtici viděli, že král Jan v bitvě padl a zahynul, aby neztratili oba panovníky, vyvedli jeho syna, pana zvolence Karla, jenž tam nablízku udatně bojoval a byl již poraněn střelami nepřátel, přes jeho odpor a proti jeho vůli z této bitvy a zavedli ho na bezpečné místo. | “ |
| — Beneš Krabice z Weitmile | |   |

 Ačkoli ani toto vyprávění nelze s jistotou potvrdit, je možné předpokládat, že král Karel skutečně utrpěl jedno nebo více poranění. Podle některých českých historiků (Urban, Spěváček) byl postřelen šípem do paže, Dr. Jakub Pavel v Karlově itineráři přiloženém k českém překladu Vita Caroli poznamenává, že byl zraněn třikrát. Tato poranění byla nejspíš jen lehká, jelikož římskoněmecký monarcha byl schopen cestovat na delší vzdálenosti a již 7. září se nacházel v Lucembursku.
| „                | Tam byl pan Karel Český, který se už tituloval a psal králem německým a nosil takové znaky a jenž dorazil velice spořádaně do bitvy, avšak když viděl, že se ta věc pro ně vyvíjí špatně, vyjel z ní; nevím, jakou cestou se dal. Dobrý král, jeho otec, tak neučinil, neboť jel tak kupředu na své nepřátele, že zasadil ránu mečem, snad tři, snad čtyři, a bil se velmi statečně, a taktéž činili všichni ti, kdo byli s ním, aby jej provázeli; a činili se tak dobře a vrhli se tolik kupředu na Angličany, že tam všichni zůstali a nikdy odtamtud žádný nevyjel, a byli nalezeni nazítří na místě kol svého pána a jejich koně všichni posvazovaní dohromady. | “ |
| — Jean Froissart | |   |

## Bitevní pole dnes
Do dnešních dnů byl povrch země mezi Kresčakem a Wadicourtem narušen jen minimálně. V místech, odkud bitvu řídil Eduard III., stojí dřevěná rozhledna, která svou výškou zhruba odpovídá středověkému větrnému mlýnu. Vedle ní je umístěna podzemní nádrž na vodu a informační tabule. Jihozápadní svah návrší byl využit k vybudování školních a sportovních zařízení. Jedinou větší stavbou na bojišti je budova cukrovaru, která je situovaná v místech, kde údolí Vallée de Clers protíná silnice vedoucí od východního okraje Kresčaku. Asi 500 metrů po cestě z Kresčaku na Fontaine-sur-Maye stojí takzvaný český kříž (Croix de Bohême), který podle nápisu připomíná hrdinský konec Jana Lucemburského, krále českého, který zemřel pro Francii 26. srpna 1346. Původní kříž zde byl postaven v roce 1360, v roce 1848 byl restaurován a instalován na podstavec, do něhož byla vryta slova z Froissartových Kronik. Na přední straně to je věta: „Žádám vás důrazně, abyste mě vedli tak daleko vpřed, abych mohl dát ránu mečem.“ Na pravé boční straně pak: „Statečným rytířům bylo dražší umírat, než aby jim byl vyčítán zbabělý útěk,“ na straně levé: „Jan dal ránu mečem, snad tři snad čtyři – a bil se velmi statečně.“ Nad tímto nápisem je erb se třemi ptáky.